# 598 هـ
598 هـ هي سنة في التقويم الهجري امتدت مقابلةً في التقويم الميلادي بين سنتي 1201 و1202.

## وفيات
- أبو القاسم هبة الله البوصيري
- حماد الحراني
- محمد بن منصور الحلي
- فرحة بنت قراطاش الظفرية
- السيدة بنفشة